# آرت لافلور
آرت لافلور (بالإنجليزية: Art LaFleur)‏ هو ممثل أمريكي، ولد في 9 سبتمبر 1943 في الولايات المتحدة.

## أعمال

### أفلام
- (1986) كوبرا[3]
- (1989) حقل الأحلام[4]
- (1994) إن ذا آرمي ناو
- (2005) رهينة[5]

### مسلسلات
- آنجل
- الرجل الأخضر الخارق
- تحسين المنزل
- جاغ
- ذا منتاليست
- هاوس

## وصلات خارجية
- آرت لافلور على موقع IMDb (الإنجليزية)
- آرت لافلور على موقع ألو سيني (الفرنسية)
- آرت لافلور على موقع قاعدة بيانات الأفلام السويدية (السويدية)
- آرت لافلور على موقع ديسكوغز (الإنجليزية)
- آرت لافلور على موقع قاعدة بيانات الفيلم (الإنجليزية)
- آرت لافلور على موقع كينوبويسك (الروسية)
- آرت لافلور على موقع كينوبويسك (الروسية)